# لوئیس ارناندس (بازیکن فوتبال، زاده ۱۹۵۹)
لوئیس ارناندس (اسپانیایی: Luis Hernández‎؛ زادهٔ ۲۳ ژوئن ۱۹۵۹) بازیکن فوتبال اهل کوبا بود.
وی همچنین در تیم ملی فوتبال کوبا بازی کرده است.